# 小行星96193
小行星96193（96193 Edmonton）是一颗绕太阳运转的小行星，为主小行星带小行星。该小行星于1991年10月6日发现。
該小行星以加拿大亞伯達省的城市愛德蒙頓命名。

## 轨道参数
小行星96193的轨道半长轴为2.5728706 AU，离心率为0.144。